# Kostinbrod
Kostinbrod (bulgarisch Костинброд) ist eine Stadt im Westen Bulgariens. Die Stadt ist das administrative Zentrum der gleichnamigen Gemeinde in der Oblast Sofia.

## Lage
Kostinbrod liegt im westlichen Teil der Sofiaebene an der Europastraße 80, ca. 10 km nordwestlich der bulgarischen Hauptstadt Sofia. In der Nähe befinden sich die Städte Sliwniza und Dragoman.

## Geschichte
Der Ort ist seit der Antike für seine Mineralquellen bekannt. Südlich von Kostinbrod verlief die strategisch wichtige römische Straße Via Militaris (auch Via Diagonalis genannt). Hier wurde die Post-Wegestation Scretiska (bulg. Скретиска) errichtet, welche die nahegelegene Villa des römischen Kaisers Konstantin des Großen versorgte. Die Straße führte von Konstantinopel über Serdica (heute Sofia) nach Naissus. Später wurde die byzantinische Festung Kratiskara hier errichtet.
In unmittelbarer Nähe der Stadt liegt das Kloster Schijakowzi (bulg. Шияковския манастир), in dem Wassil Lewski ein Revolutionskomitee gegründet hatte. Zu sozialistischen Zeiten, in der VR Bulgarien, sollte Kostinbrod zu einer großen Stadt ausgebaut werden. Deshalb wurde das kleine Dorf Kostinbrod mit den Dörfern Schijakowzi und Maslowo zusammengelegt und die Bevölkerung der Bergdörfer in die neue Stadt Kostinbrod umgesiedelt.
Kostinbrod ist seit 2011 Namensgeber für den Kostinbrod-Pass im Ellsworthgebirge in der Antarktis.

## Gemeindegliederung

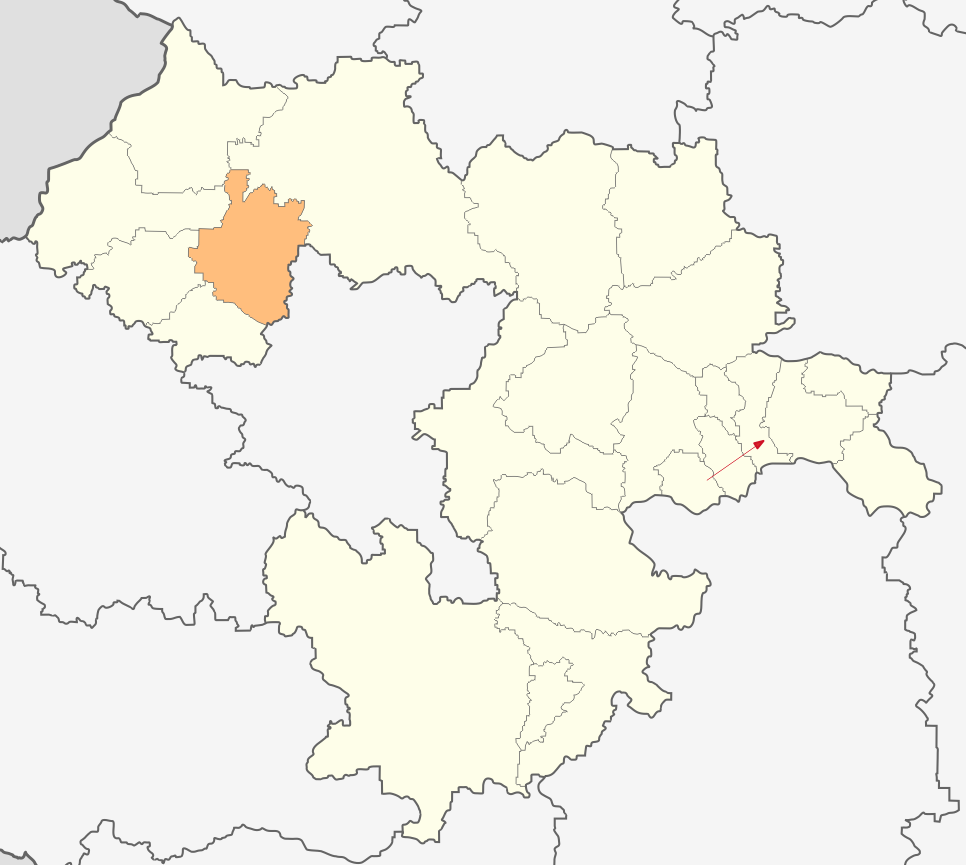
Lage der Gemeinde in der Oblast Sofia

Außer der Stadt Kostinbrod liegen folgende 13 Dörfer in der Gemeinde:
| - Besden - Beledia han - Bogjowzi - Butschin prohod - Dragowischtiza - Drenewo - Dramscha | - Goljanowzi - Gradez - Opizwet - Petartsch - Ponor - Zaritschina - Tschibaowzi |

## Wirtschaft

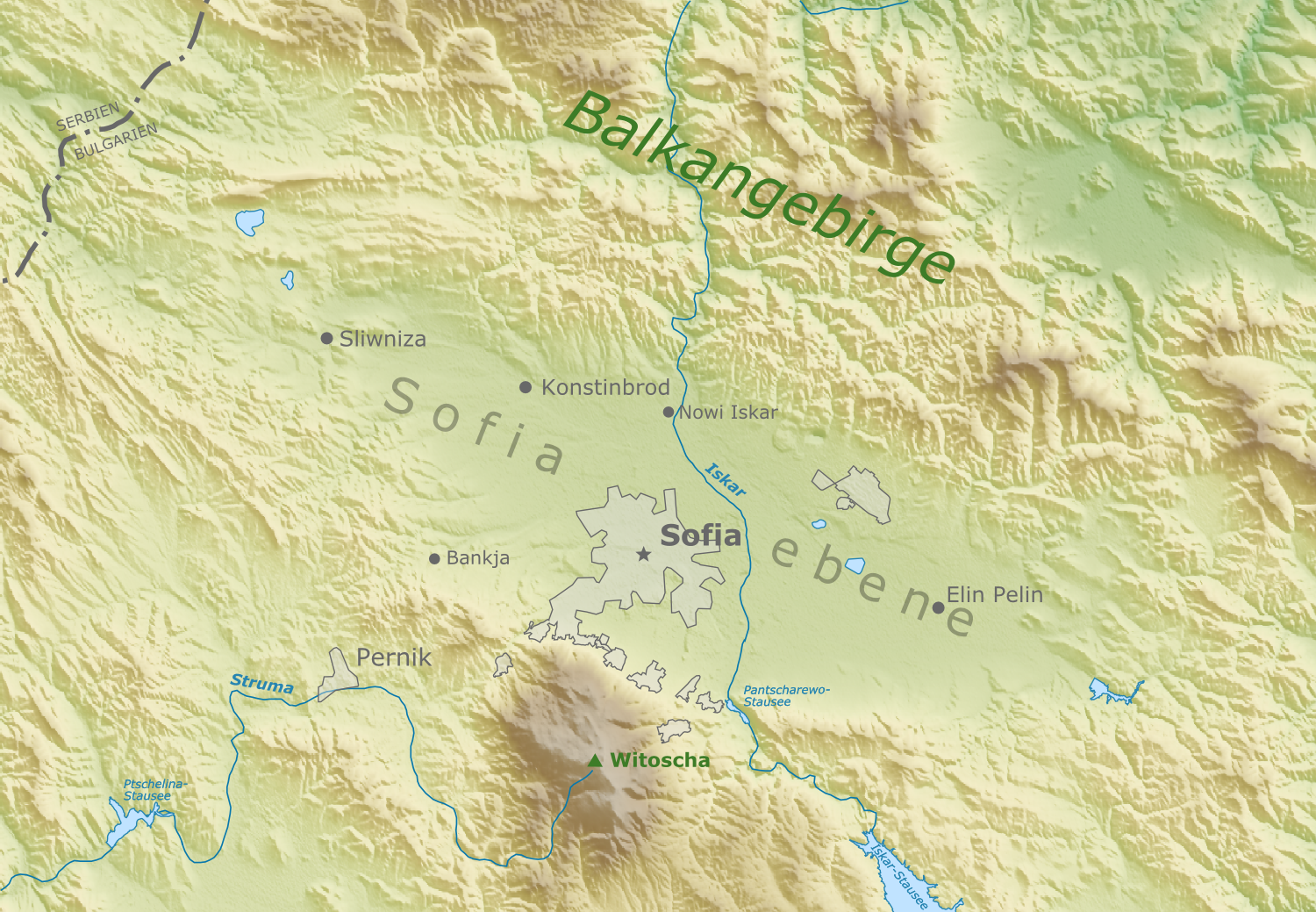
Lage der Stadt im Sofioter Talkessel

In der Stadt gibt es ein Werk der Coca-Cola Company und viele lebensmittelvearbeitende Unternehmen. Ansonsten sind auch weitere Branchen vertreten, was auch an der Nähe zur Hauptstadt Sofia liegt und deshalb die Region gut erschlossen ist.

## Bildung
In der Stadt gibt es fünf Grundschulen, eine weiterführende Schule und eine Berufsschule. Daneben gibt es noch vier städtische Kindergärten.

## Verkehr
Die Stadt wird durch fünf Buslinien erschlossen.
In der Nähe der Stadt führt die Nationalstraße 8, welche Sofia mit Kalotina und somit auch Serbien verbindet. Durch die Stadt verlaufen die Nationalstraßen 81 und 811.
Kostinbrod besitzt einen eigenen Bahnhof an der Strecke Sofia-Kalotina.

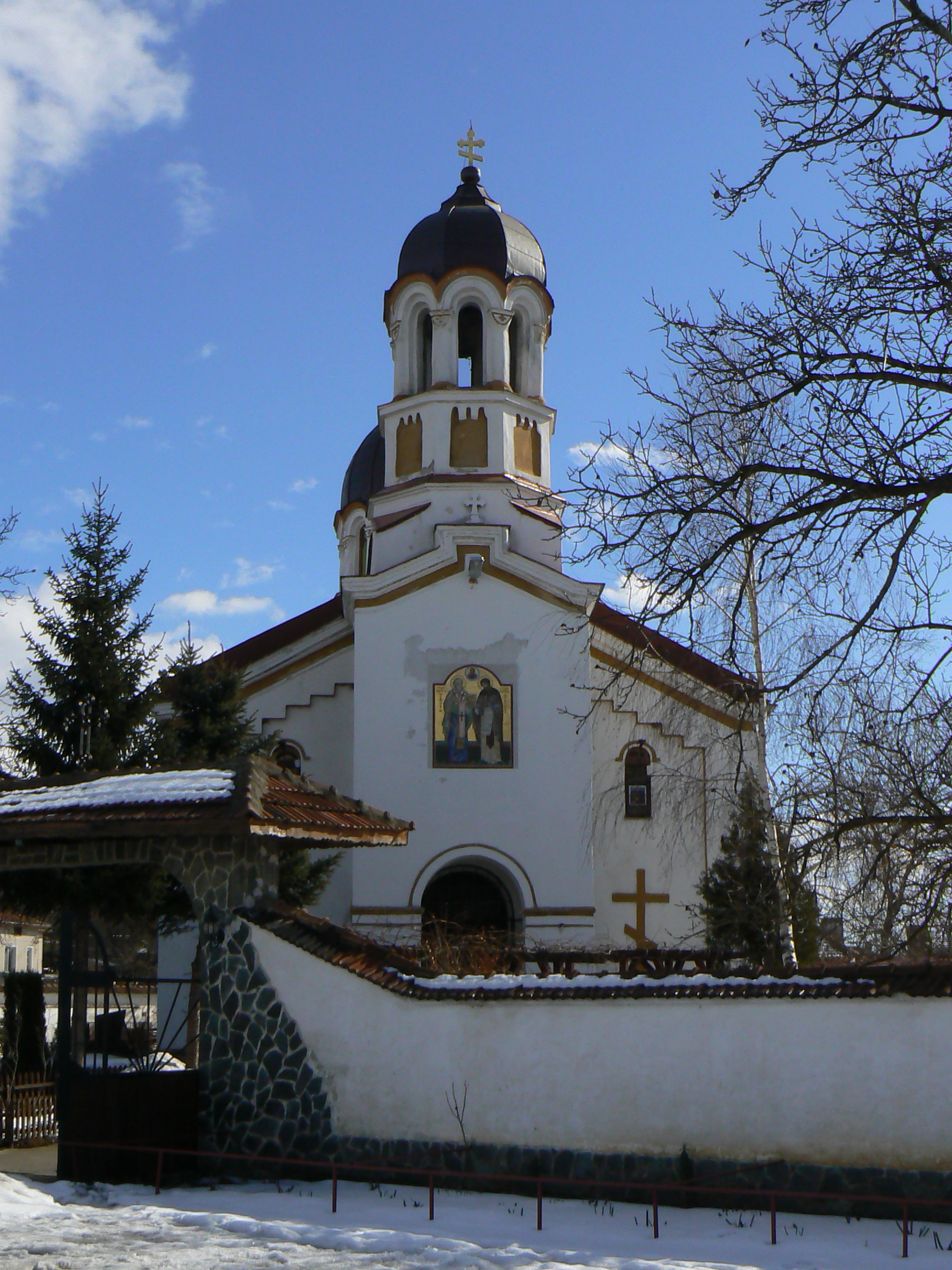
Eine der Kirchen

## Kultur und Sehenswürdigkeiten
In der Stadt gibt es mehr als 20 verschieden kulturelle Gebäude. Zudem hat Kostinbrod ein Kloster und mehrere Kirchen.

## Bevölkerungsentwicklung
Die Bevölkerung bleibt relativ konstant.
| Datum      | Einwohnerzahl |
| ---------- | ------------- |
| 31.12.1934 | 03.961        |
| 31.12.1946 | 04.612        |
| 01.12.1956 | 06.281        |
| 01.12.1965 | 10.151        |
| 02.12.1975 | 12.053        |
| 04.12.1985 | 12.600        |